# Lucky Star (песня Мадонны)
«Lucky Star» (с англ. — «Счастливая звезда») — песня американской певицы и автора песен Мадонны из её первого альбома (1983 год), названного её именем.

## Предыстория и релиз
В 1983 году Мадонна записывала свой дебютный альбом с продюсером лейбла Warner Music Регги Лукасом и, на тот момент, бывшим её парнем Джоном «Джиллибин» Бенитесом. Однако у неё не было достаточно материала, чтобы издать полноценный лонг-плей. Лукас спродюсировал несколько песен для альбома, в том числе «Borderline», «Burning Up», «Physical Attraction», «I Know It», «Think of Me» и, в последнюю очередь, «Lucky Star». Композиция была написана Мадонной для диджея Марка Каминса, который обещал играть её в клубе «Danceteria», где он работал на тот момент. Однако вместо этого Мадонна использовала трек для своего альбома, который она также собиралась назвать «Lucky Star». Она полагала, что песня, наравне с «Borderline», была идеальной основой для создания альбома. Однако, во время записи появились проблемы. Мадонна была недовольна результатом. По её словам, Лукас использовал слишком много инструментов и отвергал её идеи для записи. Из-за этого между ним произошла ссора, и после завершения записи альбома Лукас покинул проект, оставив песни без изменений, которые предлагала Мадонна. Тогда певица попросила Бенитеса сделать ремикс-версии «Borderline», «Lucky Star» и некоторых других песен. В интервью Бенитес рассказывал о процессе записи:

Она была недовольна буквально всем, так что я присоединился к ней и переделал много музыки по её желанию, добавив гитары в «Lucky Star», новые вокальные партии и немного магии… Я просто хотел сделать всё самое лучшее для неё. Если бы мы вернулись назад во времени к записи «Holiday» или «Lucky Star», вы бы увидели, как она была поражена тем, что песни звучали так хорошо.— Джон Бенитес
«Lucky Star» первоначально была запланирована к выпуску как третий сингл с альбома, но «Holiday» к тому моменту уже стала танцевальным хитом и была выпущена взамен. Тем не менее, композиция была выпущена четвёртым синглом.

## Участники записи
- Мадонна — вокал, автор песни
- Регги Лукас — продюсер, программирование барабанов
- Джон «Джеллибин» Бенитес — сведение
- Фред Зарр — синтезаторы, электрическое и акустическое пианино
- Дин Гант — синтезаторы, электрическое и акустическое пианино
- Ира Сигал — гитары
- Лесли Мин — барабанная аранжировка
- Бобби Малах — тенор-саксофон

## Позиции в хит-парадах
| Чарт (1984)                                              | Высшая позиция |
| -------------------------------------------------------- | -------------- |
| Австралия (Kent Music Report)                            | 36             |
| Бельгия/Фландрия (Ultratop 50)                           | 25             |
| Великобритания (UK Albums Chart)                         | 14             |
| Ирландия (IRMA)                                          | 19             |
| Канада (RPM Top Singles)                                 | 8              |
| Канада (RPM Adult Contemporary)                          | 14             |
| США (Billboard Hot 100)                                  | 4              |
| США (Billboard Adult Contemporary)                       | 19             |
| США (Billboard Dance Club Songs) · совместно с «Holiday» | 1              |